# Merkur-Arena
Merkur-Arena, tidigare kallad Arnold Schwarzenegger-Stadion, Stadion Graz-Liebenau och UPC-Arena, är en fotbollsarena i Graz i Österrike.
Merkur-Arena är hemmaarena för Sturm Graz och Grazer. Det var här som den svenska landslagsspelaren Stefan Schwarz drabbades av en svår knäskada våren 2000, en skada som stoppade honom från spel i EM i fotboll 2000.
Ett av arenans tidigare namn fick den efter Arnold Schwarzenegger som kommer från förbundslandet Steiermark, där Graz ligger. Den 26 december 2005 valde man att ta ner namnet sedan Schwarzenegger själv sagt till staden Graz om detta. Detta efter att Schwarzenegger fått kritik från österrikare och invånare i Graz för avrättningen av Stanley Tookie Williams.

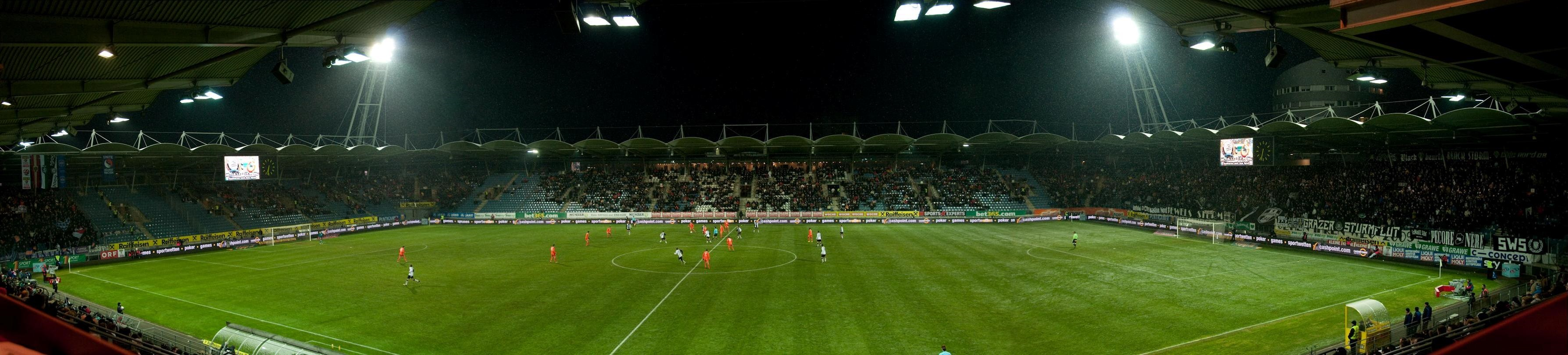
Panorama inne i arenan 2009.